# Salón (urbanismo)

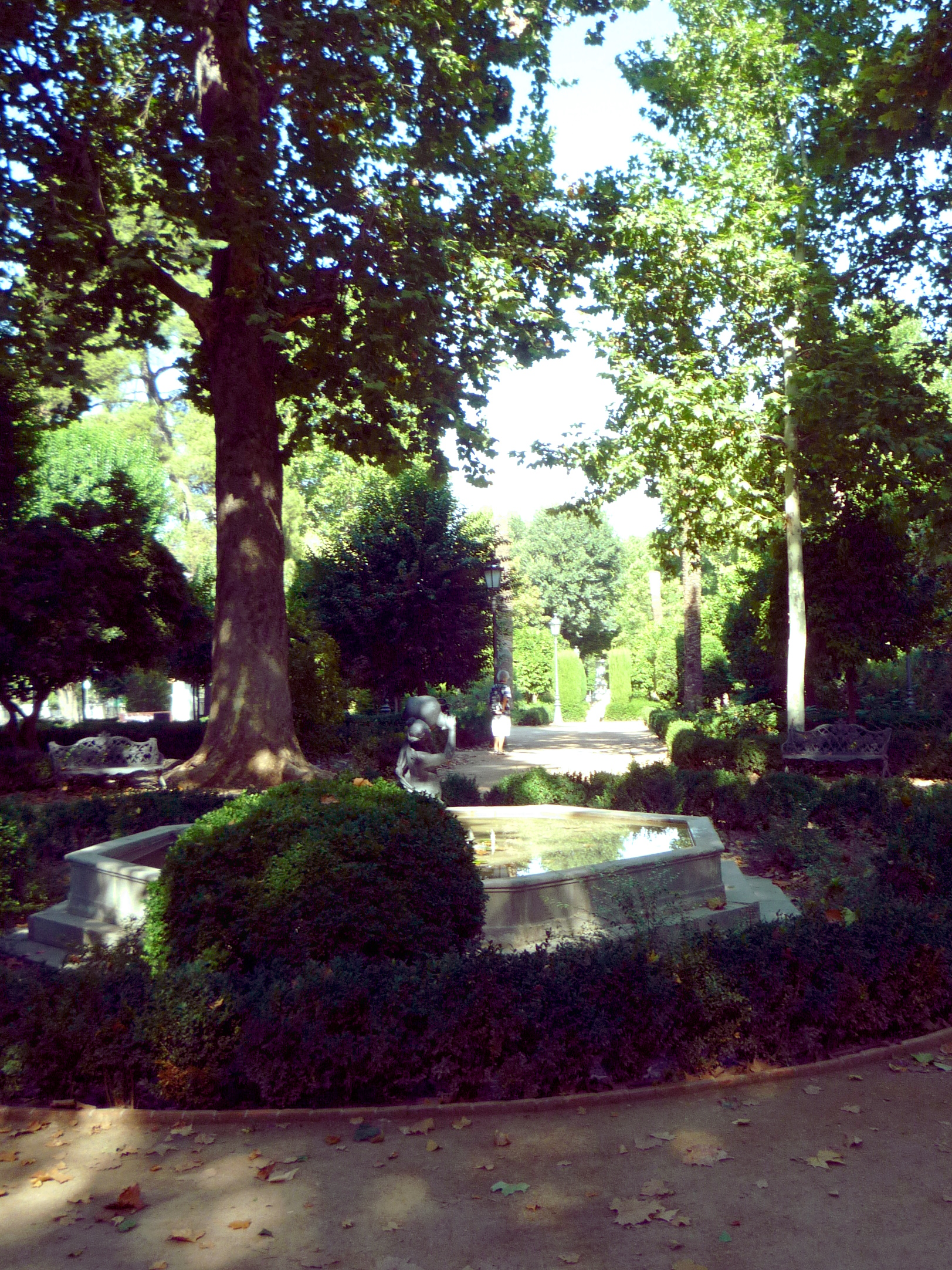
Paseo del Salón en Granada

El salón, o paseo, es un tipo de jardín lineal arbolado plenamente español, desarrollado a partir del siglo XVIII y que experimenta su apogeo durante el romanticismo, en pleno siglo XIX.
Dos de estos jardines son el Salón del Prado (Madrid) o el Paseo del Salón (Granada).